# 瀧見常
瀧 見常（たき けんじょう、1833年 - 1907年2月18日）は、日本の僧、東寺定額僧、真言宗播磨中学林学頭、神谷山持明院17代住職。實嚴坊見常。林姓を後に瀧と改める。

## 来歴・人物
阿波国（現在の徳島県）生まれ。14歳で見光の弟子として出家し、嘉永2年（1849年）に世の経典を求めて諸国を遊学。同6年（1853年）高野山に登り智幢と増應（龍光院56世）に師事して事相と教相を極める。安政5年（1858年）には智積院にて倶舎、唯識の研鑽に専念した。
明治5年（1872年）に請われるに応えて神谷山持明院の住職となり、同6年（1873年）加東郡神谷村と国依村が合併した際には将来の繁栄を願って村名を「栄枝」（サカエ）と命名した。
同14年（1881年）に東大寺にて具足戒を受け、神谷山禅瀧寺に真言宗播磨中学林を開設した。
また東寺沙彌寮の寮長や管理学頭、宗会議員、法務書課長等を歴任し、東寺定額僧に列なり中僧正に昇進する。
長講堂において佐伯旭雅の書を複数回講義し、また釈雲照らの唱えた新古合同一宗画一制に賛同してその実現に尽力するなどした。
真言宗播磨中学林においては、後進の育成に勉めて多くの僧侶を輩出する。その中には金剛峰寺の座主、管長となった 和田性海や、大覚寺門跡を務めた谷内清巖ら有力な僧も名を連ねている。
明治40年（1907年）2月に体調を崩し、18日に遷化する。宗門の護持発展に尽力した功績によって大覚寺門跡高幡龍暢より権大僧正を贈られた。
同年10月に門下生並びに有志等によって墓所の傍らに、朋友であった仁和寺門跡土宜法龍が撰じ、門下生の谷内清巖が筆した頌徳碑が建てられた。